# Държавна награда на СССР
За Сталинската награда за укрепване на мира между народите вижте Ленинска награда за мир.
Държавната награда на СССР (на руски: Государственная премия СССР), наричана и Сталинска награда (Сталинская премия), е най-висшата държавна награда за поощряване на гражданите на Съветския съюз.
С нея съветски граждани са удостоявани за високи творчески постижения в областта на науката и техниката, литературата и изкуството, както и за коренно усъвършенстване на методите на производство в периода 1940 - 1953 година. Сталински награди се присъждат ежегодно и са знак за висок научен, културен, инженерно или организационно-технически принос на лауреата. Абсолютен рекордьор по присъдени награди бил авиоконструкторът Илюшин с присъдени 7 награди.
Учредена е през декември 1939 г. в чест на 60-годишнината на Сталин. На 1 февруари 1940 г. Съветският народен комисариат (Совнарком) учредява 4 премии по 100 рубли всяка, присъдени за високи постижения в литературата - за поезия, проза, драматургия и литературна критика. През 1949 г. е учредена Международната Сталинска награда „За укрепване на мира между народите“, която по-късно е преименувана от Сталинска на Ленинска (в чест на Владимир Ленин).
През 1966 година Сталинската премия се заменя с Държавна премия на СССР. В хода на изкореняване на култа към личността на Сталин дипломите и почетните знаци на лауреатите са заменени с почетни знаци и дипломи на Държавната премия на СССР от съответната степен. В учебната и справочната литература методично изразът „Сталинска премия“ се заменя с „Държавна премия“. Информацията за лауреатите постепенно се размива и изчезва.